# Tjäckerträsket
Tjäckerträsket är en sjö i Arvidsjaurs kommun i Lappland och ingår i Byskeälvens huvudavrinningsområde. Sjön har en area på 0,472 kvadratkilometer och ligger 336,9 meter över havet.

## Delavrinningsområde
Tjäckerträsket ingår i det delavrinningsområde (725532-168738) som SMHI kallar för Förgrening. Medelhöjden är 339 meter över havet och ytan är 12,07 kvadratkilometer. Det finns inga avrinningsområden uppströms utan avrinningsområdet är högsta punkten. Vattendraget som avvattnar avrinningsområdet har biflödesordning 2, vilket innebär att vattnet flödar genom totalt 2 vattendrag innan det når havet efter 102 kilometer. Avrinningsområdet består mestadels av skog (57 procent) och sankmarker (28 procent). Avrinningsområdet har 0,55 kvadratkilometer vattenytor vilket ger det en sjöprocent på 4,6 procent.